# Trpinka
Trpinka (též Trpínky, německy Trpinka) je osada, součást obce Rybníček v okrese Vyškov. Nachází se asi 6 km západně od Vyškova a asi 41 km severovýchodně od Brna. Osada je od vlastního Rybníčku rozdělena Pruským potokem, který je pravostranným přítokem řeky Hané.
Osada existovala již v roce 1826, kdy byla zaznamenána na indikační skicu. Pravděpodobné je však, že levý břeh Pruského potoka byl osídlen již dávno předtím. Celkem je v Trpince registrováno 43 čísel popisných a nachází se v ní a v její blízkosti značná část infrastruktury Rybníčku (obecní úřad, památník obětem světových válek, farma, fotovoltaická elektrárna).
Prochází tudy silnice III/4285, severně od osady prochází dálnice D1. Přímo zde se nenachází žádný nájezd, nejbližší je u Ivanovic na Hané.